# Kuwahara Kaito
Kuwahara Kaito (sinh ngày 5 tháng 10 năm 2000) là một cầu thủ bóng đá người Nhật Bản.

## Sự nghiệp câu lạc bộ
Kuwahara Kaito hiện đang chơi cho Avispa Fukuoka.